# Dominique Papety

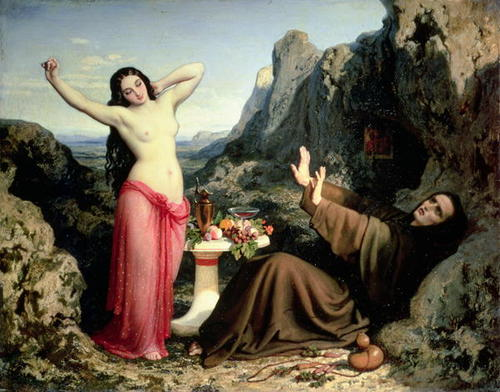
La Tentación de San Hilarión, por Dominique-Louis-Féréa Papety, 1843-44 (Colección Wallace).

Dominique-Louis-Féréol Papety (12 de agosto de 1815 – 19 de septiembre de 1849) fue un pintor francés.

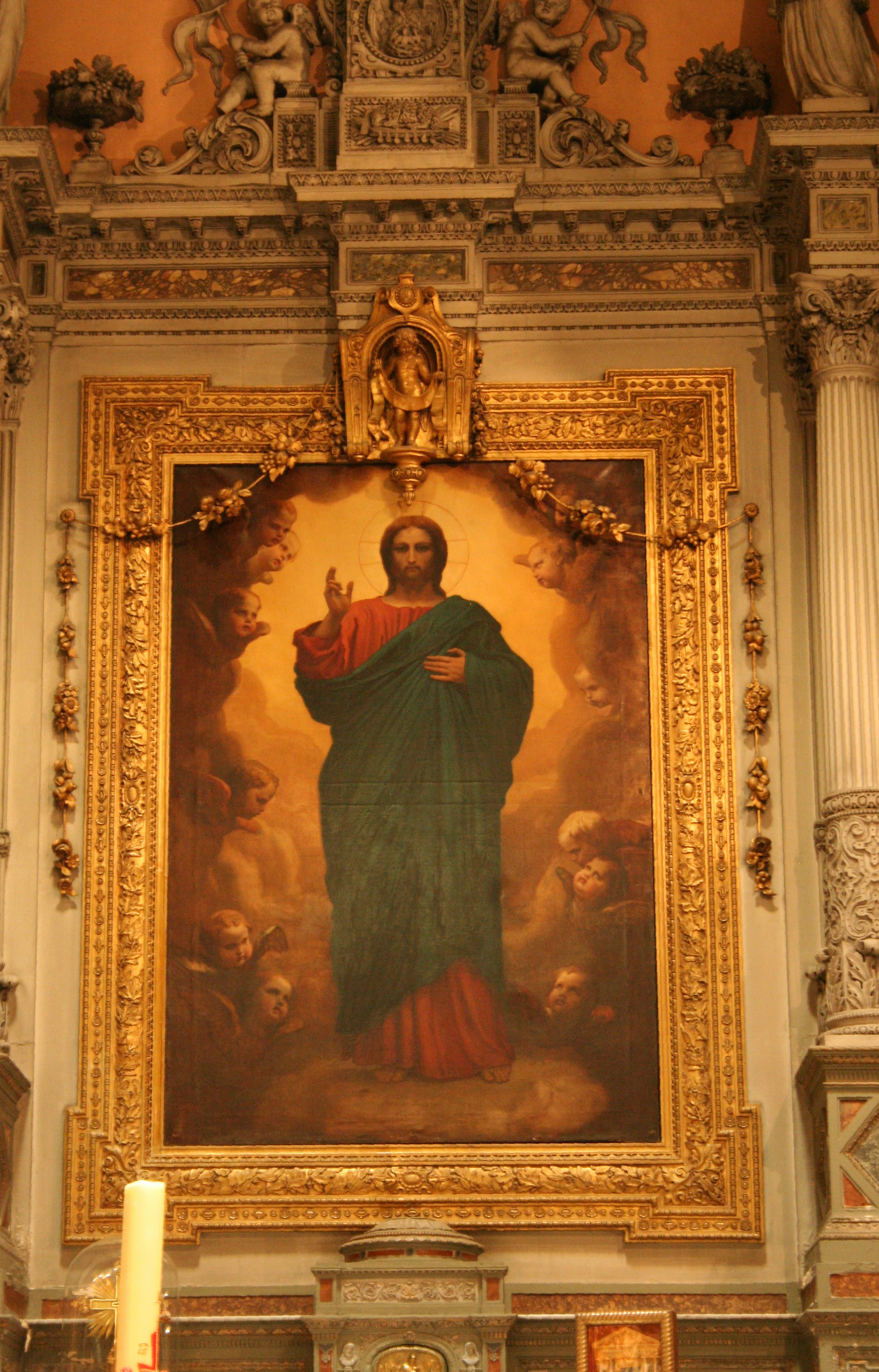
Cristo en majestad, iglesia de Notre-Dame-du-Mont en Marsella.

## Biografía

### Juventud

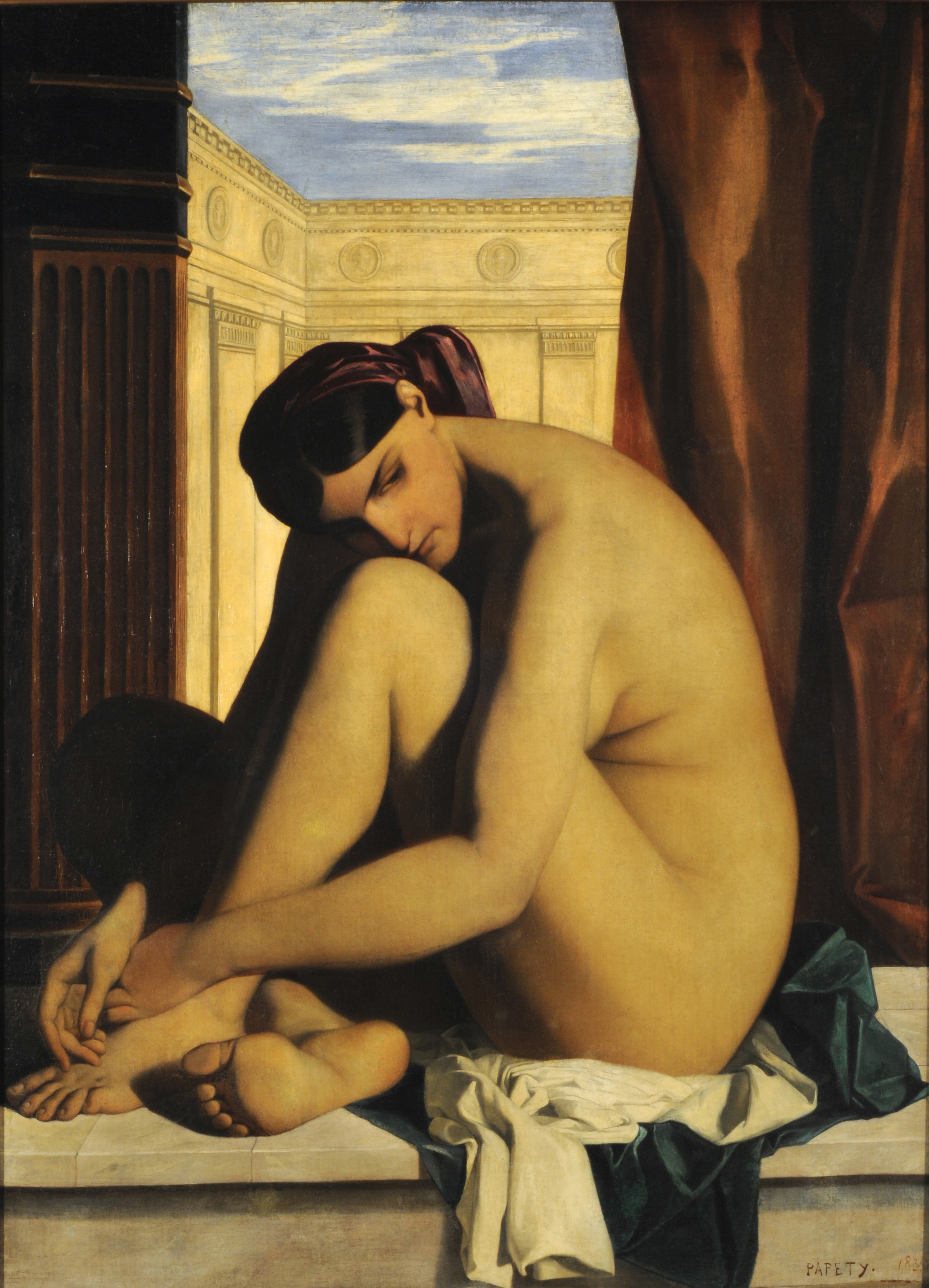
En el baño, Dominique Papety.

Dominique Papety nació en la Rue de la Longue Capuchin en Marsella, donde su padre se dedicaba a fabricar jabones. Mostrando una temprana inclinación artística, estudió dibujo en su ciudad de origen bajo el mando de Augustin Aubert antes de formar parte del taller de Léon Cogniet en París.

### Carrera
Ganó el Premio de Roma en 1836, y desde ese momento hasta 1841 residió en la romana Villa Médici, interiorizando su interés en el arte griego y romano. Visitó después Grecia en 1846 y 1847, y gran número de sus últimos cuadros muestran similitudes con el estilo francés neogriego popularizado por Jean-Léon Gérôme y otros referentes. Su obra El sueño de la felicidad (Compiègne, Museo Antoine Vivenel), inspirado en las escrituras de Charles Fourier, estuvo exhibido en el Salón de París de 1843.

### Muerte
Murió prematuramente tras regresar a Marsella enfermo de cólera, contraída en Morea, a los 34 años de edad. La epidemia de cólera que asoló la zona impidió al círculo artístico ofrecerle un gran funeral. Se organizó una venta tras su muerte, que dispersó sus obras.

### Legado
- La calle Rue Papety en Marsella está nombrada en su honor.[1]

## Premios
- 1836 – primer premio en el Premio de Roma.

## Exposiciones
- 1843 – Salón de París.
- 1946 –  Escuela francesa de Atenas, Escuela Centennial.
- 1948 –  Museo Cantini de Marsella: Pinturas y dibujos desde 1840 a 1940.

## Museos
- Museo de Orleans – ( pequeña replica de Entering The Rock.)
- Museo Británico, Londres – dibujos, grabados.
- Museo Vivenel en Compiègne, Oise.
- Museo Nacional de Bellas Artes en Argentina.